# Уилям Томсън
Уилям Томсън, лорд Келвин (на английски: William Thomson, 1st Baron Kelvin) е британски (шотландско-ирландски) физик и учен-механик, основоположник на термодинамиката.
Открива Третия термодинамичен ефект (ефект на Томсън). Изобретява огледалния галванометър. Участва в поставянето на комуникационни презокеански кабели. Установява, че вълни се появяват при скорост над 6 m/s.
На неговото име е наречена мерната единица за абсолютна температура – келвин, и абсолютната термодинамична скала (ска̀ла на Келвин). Именно той установява, че температурната абсолютна нула се равнява на точно −273,15 °C, макар понятието да е известно от по-рано.

## Биография
Уилям Томсън е роден на 26 юни 1824 г. в Белфаст, четвърто от общо седем деца. Майка му умира, когато той е на шест години. Баща му преподава математика. Предците му са ирландски фермери, като баща му, Джеймс Томсън, е известен професор по математика в Глазгоу. Уилям учи в колеж в Глазгоу, заедно с брат си Джеймс. След това учи наука в колежа Питърхаус към Кеймбриджкия университет, завършвайки го през 1845 г.
През 1846 г. младият Томсън започва работа в катедрата по теоретична физика в Глазгоуския университет. През 1856 г. е награден с Кралски медал от Британското кралско научно дружество. От 1880 до 1882 г. служи като президент на Лондонското дружество на физиците, а от 1890 до 1895 г. – като президент на Кралското научно дружество.
Изключителните заслуги на Томсън в чистата и приложната наука са много ценени от неговите съвременници. През 1866 г. той е посветен в рицарство. През 1892 г. кралица Виктория го прави „барон Келвин“ по името на река Келвин (приток на Клайд), протичаща в близост до Глазгоуския университет. В резултат на това той става известен като „лорд Келвин“. Келвин става първият британски учен, получил право да заседава в камарата на лордовете.
През по-късния си живот Томсън става консултант на две инженерни фирми и играе голяма роля в планирането и полагането на подводните морски кабели. Впоследствие става богат човек, притежавайки голяма яхта и имение.
Той е набожен християнин през целия си живот, като ходенето на църква е част от рутината му.
Умира в имението си в Шотландия, а е погребан в Уестминстърското абатство в Лондон.

## Научна дейност
Още като студент Томсън публикува редица трудове относно приложенията на реда на Фурие във физиката. По това време започва да работи и по електромагнетизма. В труда си „Равномерното движение на топлината в хомогенно твърдо тяло и връзката му с математическата теория на електричеството“ (1842) извежда важни аналогии между явленията на топлината и електрическия ток, показвайки решенията на задачи в една от тези области са приложими в задачите на другата област. В друго свое изследване, „Линейното движение на топлината“ (1842), Томсън развива принципите, които след това прилага в много задачи от динамичната геология (например в задачите по охлаждане на Земята).
През 1845 г. в Париж, Томсън започва да публикува в списание на Жозеф Лиувил редица свои статии, касаещи електростатиката, в които излага свои методи, даващи възможност лесно да се решат много от най-трудните задачи по електростатика.
През 1849 г. Томсън започва да работи в областта на термодинамиката. Той публикува откритията си в изданията на кралското дружество в Единбург. В единия от трудовете си, опирайки се на изследванията на Джеймс Джаул, посочва как следва да се промени принципа на Карно, за да се съгласува със съвременните данни.
През 1852 г. Томсън и Джаул провеждат заедно изследване върху охлаждането на газовете при разширяване, без да се извършва работа. Това служи като преходен етап от теорията на идеалните газове до теорията на реалните газове.
Започната през 1855 г. работа по термоелектричеството предизвика интензивна експериментална работа. Студенти от Глазгоуския университет вземат участие, бележейки началото на първата практическа работа на студенти във Великобритания, както и началото на лабораторията по физика в Глазгоу. По същото време Томсън започва да се интересува от трансатлантическата телеграфия. Подбуден от неуспехите на първите пионери, Томсън теоретично изследва въпроса за разпространението на електрическите импулси по проводници и стига до изводи от най-голямо практическо значение, които дават възможност за осъществяване на телеграфия през океана. Междувременно Томсън извежда условията за съществуване на трептящ електрически разряд (1853), които по-късно са намерени отново от Густав Кирхоф(1864). По време на експедицията за полагане на трансокеанските кабели, Томсън се запознава с нуждите на морската индустрия, което води до подобрения на лота и компаса (1872 – 1876). Самият той няколко пъти рискува живота си при полагането на кабелите.
През 1884 г. Томсън провежда двадесет занятия по „Молекулярна динамика и вълнова теория на светлината“ под формата на мастър клас в университета „Джонс Хопкинс“. Лекциите му оказват влияние върху развитието на физиката на границата между 19 и 20 век. Вярвайки, че световният етер подлежи на вибрации, той се опитва също да го опише чрез уравнението на електромагнитната вълна. Присъстващите на занятията Албърт Майкелсън и Едуард Морли по-късно провеждат опити, които опровергават теорията на етера.
Общо Томсън публикува над 250 труда и научни статии. Сред предметите на неговата работа са: термодинамични изследвания, които довеждат до установяването на абсолютна температурна скала, работи по хидродинамиката и теорията на вълните, работи върху термоелектричеството, което довежда до откриването на така наречения „ефект на Томсън“ (пренос на топлина чрез електрически ток), изследвания върху теорията на еластичността (1862 – 1863), в хода на които Томсън разширява теорията на сферичните функции и работи по динамичната геология. Две от статиите на Томсън, касаещи еластичността и топлината, са поместени в Енциклопедия Британика през 1880 г.
В практическата физика и техниката на Томсън принадлежат изобретяването или усъвършенстването на много инструменти, които намират широко приложение в науката и технологиите, като например: огледалния галванометър, ондулатора със сифонно подаване мастило, квадрантния и абсолютния електрометър, нормалния компасов елемент и много измервателни електрически устройства, включително амперни везни, ползвани за калибриране на електрически устройства. Сред патентите си има и такива на водопроводни кранове.
Уилям Томсън е един от критиците на теорията за еволюцията в биологията. Въз основа на изчисления на възрастта на Слънцето, в което, според него, протичат химически процеси на горене, Томсън посочва недостатъчността на историческото време, през което да може еволюцията на животинския свят да достигне съвременното си състояние. Откриването на радиоактивността не го подбужда да преразгледа оценките си относно възрастта на Слънцето, която той оценява на около 20 – 40 милиона години. Освен това той вярва, че системите за пренос на електрическа енергия с постоянен ток са по-добри от тези с променлив ток.